# Trận Ticinus

Tuyến đường xâm lược của Hannibal.

Trận Ticinus diễn ra năm 218 TCN là trận đánh đầu tiên giữa quân La Mã và quân Carthage trên lãnh thổ Italia trong cuộc chiến tranh Punic lần thứ hai. Quân Carthage do tướng Hannibal Barca chỉ huy đã đánh thắng cuộc tấn công của quân La Mã do tướng Publius Cornelius Scipio Aemilianus chỉ huy. Trận chiến diễn ra ở vùng nông thôn bằng phẳng của quận Pavia trên bờ phải của sông Ticino không xa về phía bắc từ hợp lưu của nó (từ phía bắc) với sông Po. trận chiến này được đặt tên từ con sông, không phải tên khu định cư đương thời Ticinum (ngày nay là Pavia) gần đó. Mặc dù vị trí chính xác là không biết đến, nó thường được chấp nhận cho tới ngày hôm nay được biết đến như là Vigevano được đề cập trong văn bản của Livy và trại của Scipio đã ở Gambolo về phía nam, có tọa độ được đưa ra trên bản đồ.

## Bối cảnh lịch sử

### Hủy diệt Saguntum
Bài chi tiết:Cuộc vây hãm Saguntum
Sự kiện dẫn đến chiến tranh Punic lần thứ hai bắt đầu với một quyết định của Hannibal, chỉ huy quân đội mới ở tỉnh Iberia của Carthage, nhằm củng cố quyền lực bằng cách kích động và đánh bại các bộ lạc Iberia xung quanh trên chiến trường. Khi đó ông 26 tuổi. Ông đã được bầu chọn bởi các chỉ huy quân đội tại Iberia sau vụ ám sát viên chỉ huy trước, Hasdrubal, vào năm 221 TCN. Hasdrubal đã cai trị bằng biện pháp ngoại giao hơn là bằng chiến thắng. Các chỉ huy quân sự tỉnh cũng là thống đốc. Ông không cần sự cho phép của viện nguyên lão Carthage để tiến hành các hoạt động.
Từ năm 226 TCN, người La Mã và Carthage bị ràng buộc bởi một hiệp ước xác định sông Ebro là ranh giới giữa hai bên. Người La Mã không hoạt động ở phía nam của nó còn về người Carthage là phía bắc. Một trường hợp ngoại lệ là thành phố Saguntum, nằm ngay phía bắc của Valencia phía nam của sông Ebro. Nó được coi là trung lập và là đồng minh của người La Mã.
Để xoa dịu các bộ lạc đồng minh, Hannibal đã tấn công, vây hãm và cuối cùng là chiếm lấy Saguntum vào năm 219 TCN với một đội quân 150000 người. Sau vài tháng bị vây hãm, Saguntum đã gửi sư thần đến Rome để cầu xin trợ giúp. Họ đã đến vào thời điểm bắt đầu nhiệm kì chấp chính quan của Publius Cornelius và Tiberius Sempronius, những người nhậm chức vào ngày 15 Tháng ba, 218 TCN. Sau khi lắng nghe các sứ thần, Viện nguyên lão La Mã quyết định phái Publius Valerius Flaccus và Quintus Baebius Tamphilus tới chỗ Hannibal tại Saguntum để yêu cầu ông ngừng ngay cuộc vây hãm. Ngay sau khi bị Hannibal đuổi về ngay tại bờ biển, họ liền đến Carthage để khiếu nại về việc vi phạm hiệp ước với viện nguyên lão Carthage và yêu cầu bắt giữ và dẫn độ ông tới Roma. Điều này đã bị từ chối. Hai sứ giả trở về Rôma chỉ một thời gian ngắn sau khi nghe tin rằng Saguntum đã thất thủ và đã bị phá hủy, gần như tất cả cư dân của nó đã bị giết hại và toàn bộ của cải đã được đem về Carthage.

### Chúng tôi đưa chiến tranh tới cho các người

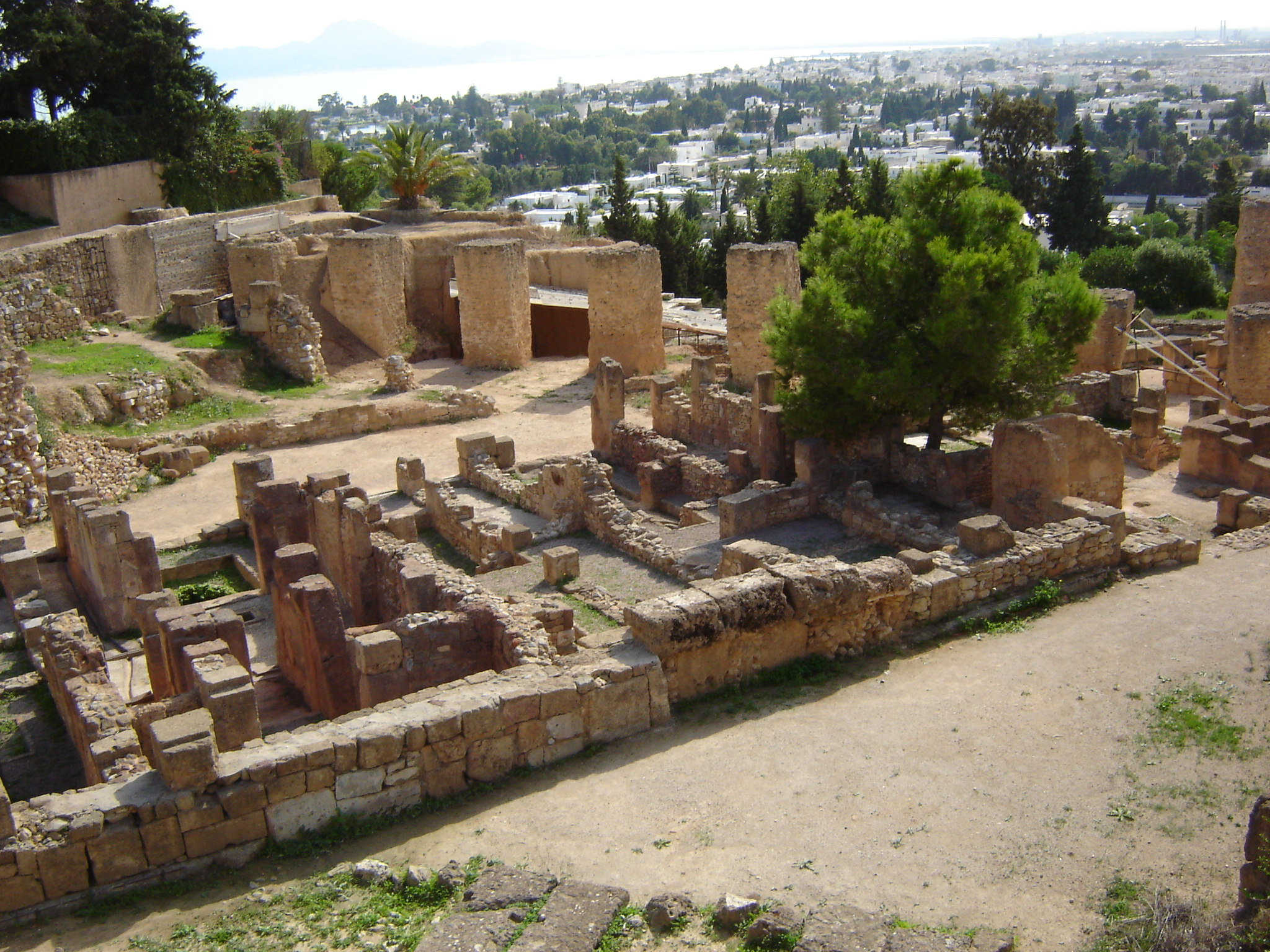
Tàn tích của thành Carthage.

"Những ảnh hưởng của viện nguyên lão La Mã đã bị làm cho vỡ tan", Livy đã viết.. "Họ biết họ chưa bao giờ phải đối mặt với một kẻ thù hiếu chiến hoặc hung dữ hơn... Chiến tranh đã tới, và nó sẽ phải nổ ra ở Ý, trong việc phòng thủ các bức tường của Rome, và chống lại thế giới trong vòng tay. " Họ đã thông qua một nghị định để phát triển sáu quân đoàn: 24.000 bộ binh với 1.800 kỵ binh và 40.000 bộ binh đồng minh với 1800 kị binh. Họ đã có trong tay 200 tàu quinqueremes và 20 tàu nhỏ. Sau đó, họ kêu gọi một cuộc bỏ phiếu của tất cả người La Mã tự do về vấn đề chiến tranh. Cuộc bỏ phiếu đã được tiến hành cho vấn đề chiến tranh. Tiberius đã chỉ huy hai quân đoàn đến Sicilia và chờ ở đó chuẩn bị cho cuộc xâm chiếm Carthage, trong khi Publius đã được phái phía bắc để chống lại một cuộc xâm lược dự kiến vào Ý từ phía bắc. Ông đã được giao hai quân đoàn và có thể hoạt động tự do. Lucius Manlius được trao chức pháp quan và hai quân đoàn nhiều hơn để giữ vững làm dự bị trong khu vực Cisalpine Gaul, nơi các vấn đề với người Gaul đã bắt đầu cuất hiện. Mỗi quân đoàn quân của hai quân đoàn đã được hỗ trợ bởi số lượng lớn người Ý và lính đồng minh.
Viện nguyên lão đã gửi một phái đoàn của "tất cả những người đàn ông khá già dặn - Quintus Fabius, Marcus Livius, Lucius Aemilius, Gaius Licinius, và Quintus Baebius" với quyền hạn của toàn quyền: quyền giữ lại hoặc tuyên bố chiến tranh trên cơ sở đặc biệt. Có bản sao của điều ước trước đây họ đã yêu cầu viện nguyên lão Carthage để xác định xem Hannibal đã hành động như là một cá nhân, với hay là với sự chấp thuận của viện nguyên lão. Người Carthage đã phủ nhận La Mã đã có một hiệp ước với Carthage, chỉ ra rằng họ đã bác bỏ Hiệp ước Ebro, tuyên bố rằng nó chưa được phê chuẩn, để làm cho khác với Saguntum, mà trước đây đã được định nghĩa như là trung lập.
Sau hàng giờ nghiên cứu và tranh luận mà không giải quyết được bất cứ điều gì liên quan đến tính hợp pháp của Hannibal. Fabius lấy một nếp gấp của Toga của ông từ trên ngực và giơ nó lên, nói rằng "Ở đây, chúng tôi đưa cho các vị hòa bình và chiến tranh. Hãy chọn cái mà các vị muốn." Người Carthage trả lời: "Bất cứ cái gì các vị muốn - chúng tôi không quan tâm". Fabius thả nếp gấp xuống và tuyên bố: "Chúng tôi đưa chiến tranh đến cho các người." Các nguyên lão của Carthage liền hét lên "Chúng tôi chấp nhận nó, và cùng đồng lòng chúng tôi sẽ chiến đấu đến cùng".
Phái đoàn sau đó trở về qua Tây Ban Nha để cố gắng khuyến khích các bộ lạc nổi loạn với rất ít thành công bởi vì Roma đã đánh mất uy tín của nó bằng việc không hỗ trợ cho Saguntum.

### Xâm lược Ý
Bất kể cho dù Hannibal đã có ý định xâm lược Italy trong hoặc trước khi tiến hành bao vây Saguntum, khi mà ông nghe tin rằng viện nguyên lão của Roma tuyên bố chiến tranh, ông biết rằng mình sẽ phải chiến đấu ở Tây Ban Nha nếu không là Italy, ông chọn Italy. Theo Polybius  quãng đường của chuyến hành trình là 9.000 stadia, khoảng 1.598 km (993 dặm). Sau khi rời Tân Carthage với 90.000 bộ binh và 12.000 kỵ binh, ông đến Italia sau 5 tháng và chỉ còn khoảng 1/3 quân số.

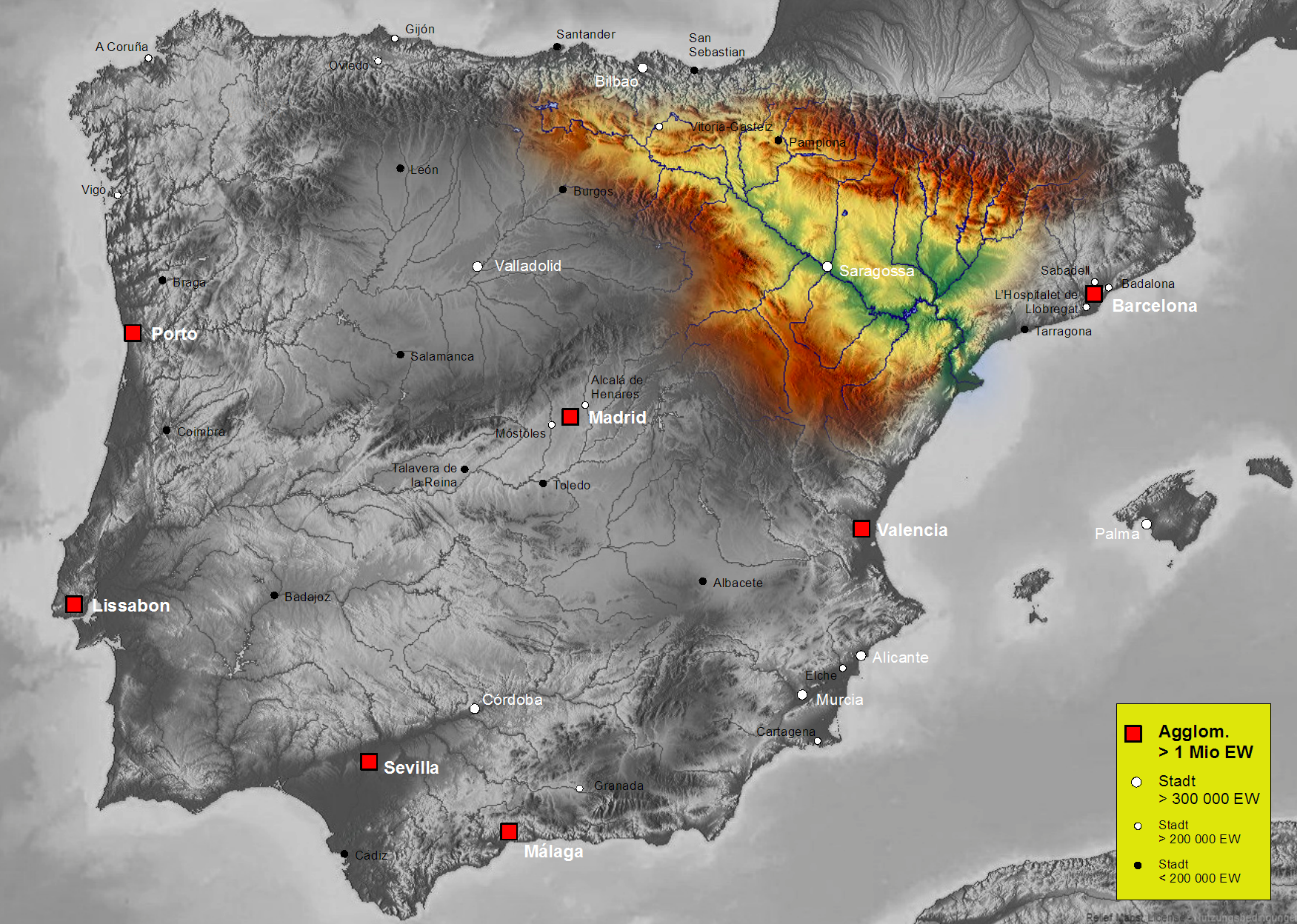
Sông Ebro, Valencia (Saguntum), dãy Pyrenee.

Tháng 7 năm 218 TCN, Hannibal Barca vượt qua sông Ebro, ranh giới giữa La Mã và Carthage. Đáng lẽ quân La Mã đã tới ngay, nhưng trong cùng thời gian đó có hai bộ lạc Gaul ở phía nam dãy núi An Pơ nổi loạn chống lại sự thống trị của La Mã, buộc lòng Chấp chính quan P.C.S Aemilianus phải đem hai quân đoàn đi dẹp và chiêu mộ thêm hai quân đoàn mới để chống lại đạo quân Hannibal. Sự chậm trễ đó đã khiến 2 quân đoàn này mãi tới trung tuần tháng 8 mới tới cửa sông Rhone theo đường biển. Trong lúc đó Hannibal đã vượt qua dãy Pyrenee và vượt sông Rhone thành công. Ba ngày sau đó, Aemilianus mới tới nơi chỉ để nhìn thấy những doanh trại bỏ hoang của Hannibal. Ông nhận rõ kế hoạch của Hannibal là mở một cuộc tấn công vào bản thổ La Mã. Aemilianus bèn giao lại hai quân đoàn này cho người anh của mình và đích thân quay về Italia để ngăn chặn Hannibal. Ông muốn thừa dịp đánh một đòn phủ đầu vào quân Carthage mới chân ướt chân ráo tới Ý và con đang mệt mỏi.
Sau 15 ngày vất vả Hannibal cuối cùng cũng có mặt ở phía bắc Italy với 12.000 bộ binh châu Phi, 8.000 bộ binh Iberia và 6000 kị binh. Nhiều con voi có thể sống sót. Polybius chắc chắn về những con số này bởi vì, theo những gì ông đã đọc chúng trong một dòng chữ trên một cột được dựng lên bởi Hannibal tại Lacinium. Polybius nói rằng họ đã bắt đầu vượt qua Alpine với 38.000 người lính bộ binh và 8000 kỵ binh. Những người sống sót đã hốc hác, kiệt sức, và không có vật tư, mà đã mất đa số ở vùng núi. Lấy nguồn cung cấp bất cứ nơi nào ông có thể, Hannibal cho những người lính của mình nghỉ ngơi.
Hannibal lúc này vừa mới đặt chân đến vùng Gaul Nội (Cisalpine Gaul) và đang chiêu mộ binh lính địa phương thì nghe tin Aemilianus kéo tới nơi. Ông quyết định sẽ đánh bại cuộc tiến công của Aemilianus với mục đích gây tiếng vang và lôi kéo các bộ tộc địa phương theo mình. Đôi bên dàn trận bên bờ sông Ticinus, một phụ lưu của con sông Pô.

## Trận đánh
Aemilianus sử dụng tất cả số kỵ binh của mình, tổng cộng 4 nghìn người, cùng với một số đơn vị lính phóng lao Velites trang bị nhẹ. Còn Hannibal tung vào trận đánh khoảng 6 nghìn kỵ binh.
Trận đánh mở đầu bằng cuộc giao đấu quyết liệt giữa các đơn vị kỵ binh nặng của hai phe. Ban đầu Hannibal bố trí các đơn vị kỵ binh nhẹ người Numibia ở cánh, nhưng sau đó nhanh chóng hạ lệnh tấn công hai cánh của đội lính phóng lao La Mã. Số lính này nhanh chóng tan rã và bỏ chạy, kéo theo sự sụp đổ của toàn quân La Mã. Aemilianus bị thương nặng và suýt mất mạng nếu người con trai P.C.S.Africanus không kịp thời tới cứu.

## Kết quả
Thiệt hại đôi bên không lớn, nhưng Hannibal đã đạt được kết quả của mình. Nhiều bộ lạc Gaul sau trận Ticinus đã liên minh với Hannibal, tiếp đó là các bộ lạc Ligurian ở miền Bắc Italia. Các bộ lạc này đã cung cấp quân lực, vật lực cho quân Carthage, khiến họ hồi phục dần sau những tổn thất khi phải vượt dãy Alps.